# Dress You Up
Dress You Up este al cincilea și ultimul single pentru America, Europa și Australia de pe albumul Like a Virgin al Madonnei. A fost lansat pe 25 iulie 1985 de Sire Records, fiind un hit de top 20 în toată lumea.

## Recepția
Odată cu lansarea, Madonna a fost criticată de mulți adulți pentru versurile sugestive („Gonna dress you up in my love” - „Te voi îmbrăca în dragostea mea”), considerând că influențează greșit copiii și tinerii.

### Performanța în topuri
„Dress You Up” a debutat pe locul 90 în Canada RPM Top 100 pe 24 august, în timp ce „Angel” încă era în top 50. Piesa a urcat repede în clasament, intrând în top 40 la doar trei săptămâni de la intrare, cu toate că „Angel” încă se bucura de popularitate mare. La începutul lunii octombrie, „Dress You Up” a devenit al șaselea single de top 10 consecutiv al Madonnei, cinci dintre ele atingând acest loc în 1985. Următoarea săptămână piesa a rămas pe locul 10, coborând pe 12 în ediția următoare, devenind primul cântec al artistei de la „Lucky Star” care nu intră în top 5 în Canada. Spre deosebire de celelalte piese, „Dress You Up” a coborât repede din clasament, petrecând 20 de săptămâni în acesta, majoritatea fiind în afara top 20, ironic, din moment ce, spre deosebire de toate piesele Madonnei de la „Borderline”, acesta nu a fost în competiție cu un alt single al cântăreței mai mult de cinci săptămâni.

## Videoclipul
Deși „Borderline și „Lucky Star” fuseseră des difuzate de MTV, „Like a Virgin”, „Material Girl”, „Crazy for You” și „Dress You Up” au fost difuzate în mod repetat, postul fiind la un moment dat poreclit „Madonna Show”.